# سام فيرستينبرغ
سام فيرستينبرغ (بالبولندية: Sam Firstenberg)‏ ، من مواليد 13 مارس 1950م، وهو مخرج أمريكي إسرائيلي، أخرج لعدة أفلام ومنها فيلم أميركان نينجا 2: ذا كونفيغريشن.

## مصدر
1. ↑  "Sam Firstenberg". IMDB. مؤرشف من الأصل في 2019-02-09. اطلع عليه بتاريخ 2013-12-07.

## وصلات خارجية
- سام فيرستينبرغ على موقع IMDb (الإنجليزية)
- سام فيرستينبرغ على موقع ألو سيني (الفرنسية)
- سام فيرستينبرغ على موقع أول موفي (الإنجليزية)
- سام فيرستينبرغ على موقع قاعدة بيانات الأفلام السويدية (السويدية)
- سام فيرستينبرغ على موقع إن إن دي بي (الإنجليزية)
- سام فيرستينبرغ على موقع قاعدة بيانات الفيلم (الإنجليزية)
- سام فيرستينبرغ على موقع كينوبويسك (الروسية)

- - Sam Firstenberg - Filmography
- To me Cyborgs are magic - Interview with Sam Firstenberg